# TT电子竞技俱乐部
TT电子竞技俱乐部，简称TT电竞，是趣丸集团 （页面存档备份，存于）的核心业务板块之一。旗下拥有英雄联盟分部、王者荣耀分部、和平精英分部、英雄联盟手游分部等多个分部。
旗下王者荣耀分部广州TTG战队在2021年KPL春季赛、秋季赛、挑战者杯中取得亚军。 并于2023年9月10日，在2023年王者荣耀职业联赛夏季赛总决赛上，以4:2战胜狼队，夺得冠军。
旗下英雄联盟分部曾在2022年德玛西亚杯取得亚军，并在2023年LPL春季赛中夺得八强。
旗下英雄联盟手游分部在2023年英雄联盟手游艾欧尼亚杯国际邀请赛获得冠军，并在2024年英雄联盟手游夏季赛获得冠军。
旗下和平精英分部曾在2024年PEL春季赛总决赛获得季军，在2024年PEL秋季赛第二周取得冠军、2025年PEL春季赛第一周、第二周分别取得周冠军。

## 王者荣耀

### 大取得单

#### 教练组
| ID    | 姓名   | 位置       | 国籍           |
| ----- | ------ | ---------- | -------------- |
| 久哲  | 胡庄浩 | 主教练     | 中华人民共和国 |
| 尘夏  | 王庆   | 副教练     | 中华人民共和国 |
| 指尖  | 黄菁华 | 助理教练   | 中华人民共和国 |
| 盈天  | 李浩天 | 数据分析师 | 中华人民共和国 |
| Chord | 李瑞丞 | 项目总监   | 中华人民共和国 |
| 拂晓  | 刘福生 | 领队       | 中华人民共和国 |

#### 队员名单
| ID           | 姓名   | 位置   | 国籍           |
| ------------ | ------ | ------ | -------------- |
| 清清（队长） | 吴金翔 | 对抗路 | 中华人民共和国 |
| 小困         | 张翁豪 | 对抗路 | 中华人民共和国 |
| 晴天         | 邹铭伟 | 打野   | 中华人民共和国 |
| 佳心         | 李佳旭 | 打野   | 中华人民共和国 |
| 鹤辞         | 江利杰 | 中路   | 中华人民共和国 |
| 小雪         | 岳彩营 | 发育路 | 中华人民共和国 |
| 玖欣         | 邹伟鑫 | 游走   | 中华人民共和国 |

（以上名单截止于2025年KPL夏季赛）

### 比赛成绩

#### 冠军
- 2023年KPL夏季赛[7]

#### 亚军
- 2021年KPL春季赛
- 2021年KPL秋季赛
- 2021年王者荣耀挑战者杯
- 2025年KWC電競世界杯

#### 四强
- 2020年KPL春季赛
- 2021年KCC世冠赛
- 2024年KPL春季赛

#### 亚运会成绩
2023年10月，广州TTG战队选手蒋涛（ID: 阿豆）作为第19届杭州亚运会王者荣耀亚运版本国家队选手，帮助国家队在亚运会中拿下电竞赛道第一枚金牌。  

## 英雄联盟
TT英雄联盟分部隶属于趣丸科技旗下的TT电竞，是TT电竞核心分部之一，于2020年9月正式加入LPL联盟。
2023年，TT英雄联盟 尹龍镐（ID: HOYA），杨陵（ID: Beichuan）, 孙雨铉（ID: Ucal）， 唐焕烽 (ID:huanfeng）和毕浩天（ID：yaoyao）创造历史，晋级季后赛，并成功夺得LPL春季赛八强。

### 成员名单
| 位置        | ID       | 姓名     | 国籍 | 教练                  |
| ----------- | -------- | -------- | ---- | --------------------- |
| Top上路     | HOYA     | 尹龍镐   | 韩国 | 主教练 周政廷（AFei） |
| Jungle打野  | Beichuan | 杨陵     | 中国 | 主教练 周政廷（AFei） |
| Mid中路     | Ucal     | 孙雨铉   | 韩国 | 主教练 周政廷（AFei） |
| ADC下路     | 1xn      | 李修楠   | 中国 | 主教练 周政廷（AFei） |
| Support辅助 | QiuQiu   | 张明     | 中国 | 主教练 周政廷（AFei） |
| Support辅助 | Feather  | 王天赐福 | 中国 | 主教练 周政廷（AFei） |

（以上名单截止于2024年LPL夏季赛）

### 比赛成绩
- 2022年德玛西亚杯 亚军
- 2023年LPL春季赛  八强

## 和平精英
2021年10月19日，和平精英职业战队TMG电竞俱乐部正式加盟趣丸网络旗下电竞俱乐部TT电竞。即日起，TMG电竞俱乐部正式更名为“TT和平精英分部”，继续征战和平精英职业联赛（PEL）。

### 成员名单
| 位置   | 国籍           | 选手ID       | 姓名   |
| ------ | -------------- | ------------ | ------ |
| 指挥   | 中华人民共和国 | King（队长） | 林以恩 |
| 自由人 | 中华人民共和国 | 阿杰         | 曹文杰 |
| 架枪手 | 中华人民共和国 | 派大兴       | 韩兴   |
| 突击手 | 中华人民共和国 | 思婷         | 颜由旺 |
| 突击手 | 中华人民共和国 | 天宇         | 张天宇 |

（以上名单截止于2025年6月）

### 比赛成绩
- 2021年PEL S3 第一周 周冠军
- 2021年PEL S3 第二周 周冠军
- 2021和平精英超级杯第4名
- 2022年PEL夏季赛常规赛 第六周 周冠军
- 2022年PEL夏季赛总决赛 第六名
- 2023年PEL夏季赛总决赛 第五名
- 2023和平精英全球总决赛PEL赛区资格赛 第二名
- 2024年PEL春季赛总决赛 季军
- 2024年PEL秋季赛第二周 周冠军[9]
- 2024年PEL秋季赛第六周 周冠军
- 2025年PEL春季赛第一周 周冠军
- 2025年PEL春季赛第二周 周冠军
- 2025年PEL春季赛总决赛 总冠军

#### 亚运会成绩
TT和平精英分部教练李洋（ID: 颜色）带领中国代表队在杭州第19届亚运会电子竞技项目和平精英亚运版本中拿下国家队电竞赛道第二枚金牌。

## 英雄联盟手游
2021年，TT电子竞技俱乐部成立TT英雄联盟手游分部。同年在英雄联盟手游职业资格赛·LPL赛道以4:0战胜OMG，取得英雄联盟手游职业资格赛·LPL赛道冠军。

### 成员名单
| 选手ID | 姓名   | 位置   | 国籍           |
| ------ | ------ | ------ | -------------- |
| Xin    | 程朔   | 单人路 | 中华人民共和国 |
| Xbai   | 王军帅 | 打野   | 中华人民共和国 |
| Z      | 周天桦 | 中路   | 中华人民共和国 |
| Soil   | 王涵   | 射手   | 中华人民共和国 |
| SMY    | 苏明友 | 辅助   | 中华人民共和国 |
| ChenXi | 李程   | 辅助   | 中华人民共和国 |

（以上名单截止于亚洲联赛第二赛季）

### 比赛成绩
- 2021英雄联盟手游职业联赛资格赛·LPL赛道 冠军
- 2021英雄联盟手游破晓杯 全球亚军
- 2022年英雄联盟手游艾欧尼亚杯 亚军[11]
- 2023年英雄联盟手游艾欧尼亚杯 冠军
- 2024年英雄联盟手游夏季赛 （页面存档备份，存于） 冠军